# Microphysogobio vietnamica
 Microphysogobio vietnamica és una espècie de peix cipriniforme de la família dels ciprínids que es troba al Vietnam.